# Красная Горка (Селивановский район)
Красная Горка — деревня в Селивановском районе Владимирской области России, входит в состав Новлянского сельского поселения.

## География
Деревня расположена в 7 км на север от центра поселения деревни Новлянка и в 3 км на юго-запад от райцентра Красной Горбатки.  

## История
После Великой Отечественной войны деревня входила в состав Андреевского сельсовета Селивановского района, с 1999 года — в составе Высоковского сельсовета, с 2005 года — в составе Новлянского сельского поселения.

## Население
| 2002 | 2010 | 2021 |
| ---- | ---- | ---- |
| 11   | ↘3   | ↗17  |